# Parque nacional Montaña Santa Bárbara
El Parque nacional Montaña Santa Bárbara (PANAMOSAB) es un parque nacional en el país centroamericano de Honduras situado al lado oeste del lago de Yojoa. Fue establecido el 1 de enero de 1987 y cubre un área de 121,3 kilómetros cuadrados. Tiene una altitud de 2777 metros lo que la convierte en la segunda montaña más elevada de Honduras. 
Su pico es accesible desde el lado sureste, subiendo desde el pueblo de Los Andes.